# Rheasilvia

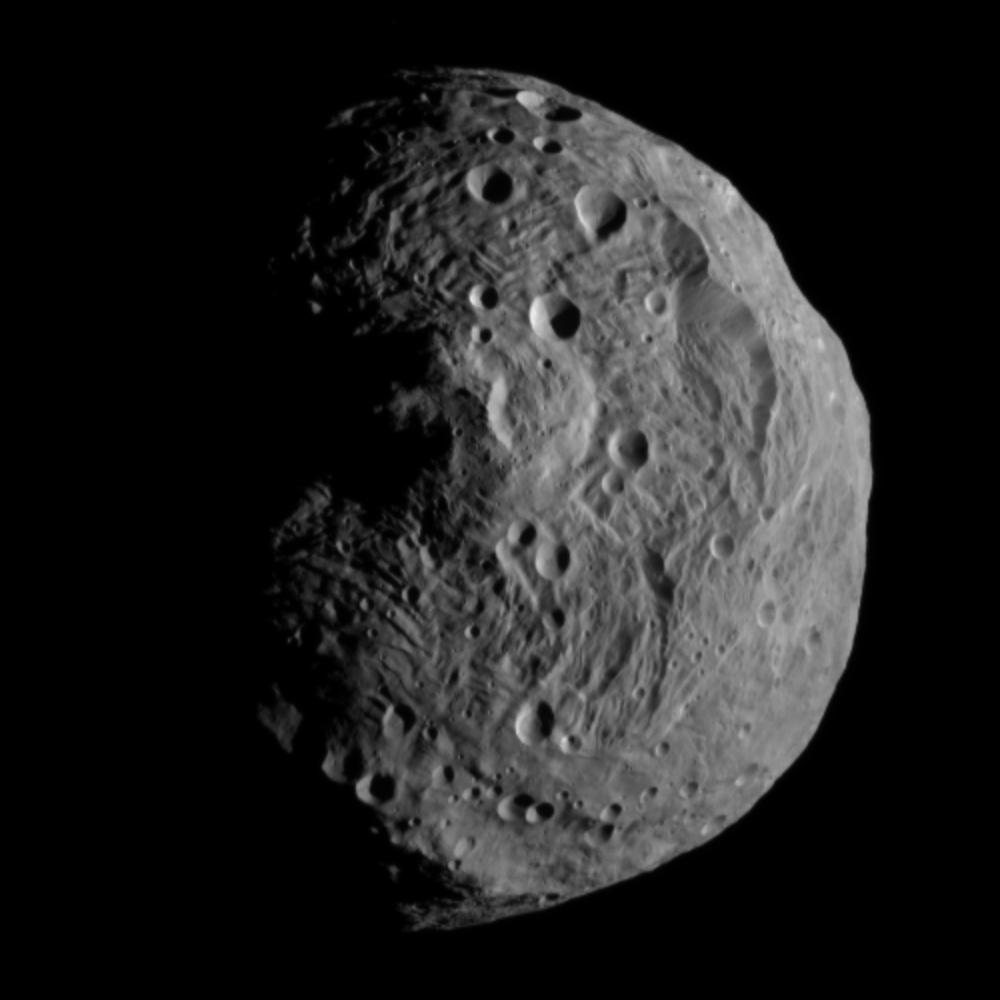
Südliche Hemisphäre Vestas, mit dem Krater Rheasilvia

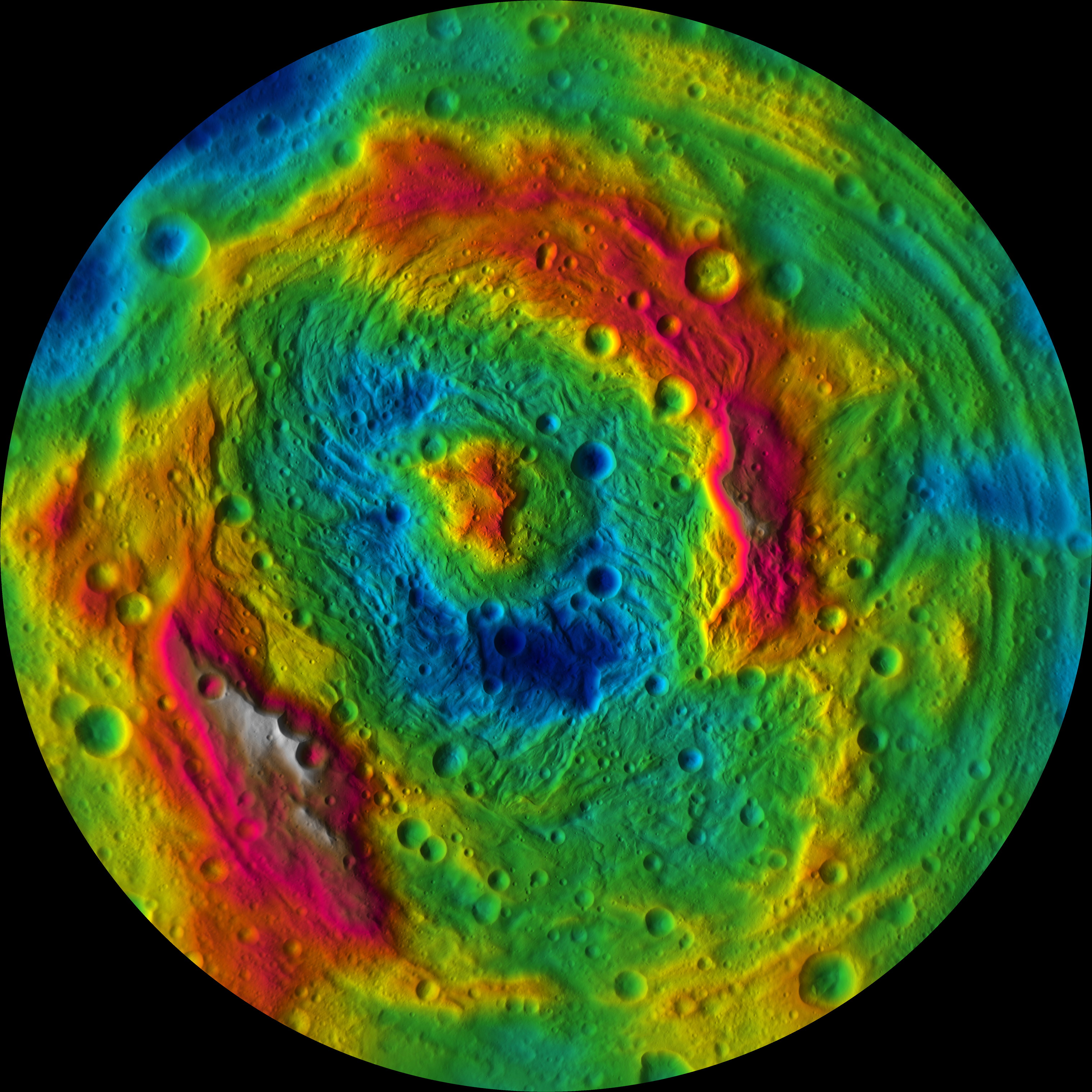
Höhenkarte von Vestas südlicher Hemisphäre. Erhebungen (rot) sind am Kraterrand und als Zentralberg zu sehen.

Rheasilvia ist das am besten sichtbare Oberflächenmerkmal auf dem Asteroiden Vesta und ist vermutlich ein Einschlagkrater.
Es misst 505 km im Durchmesser, entsprechend 90 % des Durchmessers von Vesta, bzw. 89 % des mittleren äquatorialen Durchmessers von 569 km. Damit gehört er zu den größten Kratern im Sonnensystem. Es bedeckt bei 75° südlicher Länge den Großteil der südlichen Hemisphäre.
Der Zentralberg in der Mitte des Kraters erhebt sich bis zu 22 km über dem Grund, womit er zu den höchsten Bergen im Sonnensystem gehört.

## Entdeckung
Rheasilvia wurde bereits auf Fotos des Hubble-Weltraumteleskops von 1997 entdeckt, jedoch erst 2011 benannt, ein Jahr nach der Ankunft der Raumsonde Dawn. Der Name stammt von Rhea Silvia, einer vestalischen Jungfrau und der Mutter der Gründer Roms.

## Eigenschaften
Der Krater verdeckt teilweise einen älteren Krater, genannt Veneneia, der 395 km groß ist. Zugleich hat Rheasilvia eine Felswand, die 4 bis 12 km über der umliegenden Fläche liegt und teilweise entlang des Umfangs verläuft. Der Boden des Kraters liegt etwa 13 km unterhalb des umliegenden Gebietes. Das Becken besteht aus hügeligem Gelände und einem Berg, der ungefähr 200 km im Durchmesser misst und sich 22 km erhebt. Spektroskopische Analysen der Hubble-Bilder haben gezeigt, dass der Krater durch verschiedene Schichten der Kruste und möglicherweise sogar durch den Mantel gedrungen ist. Vermutet wird dies aufgrund verschiedener spektraler Merkmale von Olivinen. Vesta hat eine Serie von Mulden in der äquatorialen Region, konzentrisch um Rheasilvia. Es wird vermutet, dass es großformatige Brüche sind, die während des Einschlages entstanden sind. Der größte ist Divalia Fossa, etwa 22 km breit und 465 km lang. Es wird geschätzt, dass der Einschlag etwa 1 % des Volumens von Vesta verstreute. Vermutlich sind die Vesta-Familie und die V-Asteroiden ein Produkt dieser Kollision.
Dies vorausgesetzt, könnte die Tatsache, dass 10 km große Fragmente den Aufprall überstanden haben, ein Hinweis darauf sein, dass der Krater etwa 1 Milliarde Jahre alt ist. Gleichzeitig könnte dies auch die Herkunft der HED-Meteorite sein. Die bekannten V-Typ-Asteroiden stellen 6 % des ausgehobenen Volumens. Der Rest ist vermutlich zu klein, um beobachtet zu werden, oder ist durch den Jarkowski-Effekt oder auch (bei kleineren Fragmenten) durch den Strahlungsdruck zur Kirkwoodlücke befördert worden.